# Arendtsville
Arendtsville è un comune (borough) degli Stati Uniti d'America nella Contea di Adams, in Pennsylvania.

## Società

### Evoluzione demografica
La composizione etnica della zona vede una prevalenza della razza bianca (88,80%) seguita dall'afroamericana (1,30%) e asiatica (0,24%).
| Borough di Arendtsville Popolazione |     |
| 2000                                | 848 |
| 2010                                | 952 |